# Nurmijärvi
Nurmijärvi – gmina w Finlandii w regionie Uusimaa. Zamieszkuje ją 44 911 mieszkańców (2024).

## Wioski
Klaukkala • Nukari • Perttula • Rajamäki • Röykkä